# Panganipiplärka
Panganipiplärka (Macronyx aurantiigula) är en fågel i familjen ärlor inom ordningen tättingar.

## Utseende och läte
Panganipiplärkan är en stor och rätt färgglad piplärka, med svart halsband, gulorange strupe, gult bröst och vitaktiga kroppsidor med längsgående streck. Under den svaga fladdriga flykten syns vita hörn på stjärten tydligt. Arten liknar gulstrupig piplärka, men överlappar endast något i utbredning. Den skiljer sig också genom vanligtvis mer orangefärgad strupe. Vissa individer kan ha mer gult på strupen, men dessa är alltid ljusare och mycket mer streckade på flankerna än gulstrupig piplärka. Fågeln är inte särskilt ljudlig, men avger en ljus vissling och en enkel sång med tvåtoniga fraser.

## Utbredning och systematik
Fågeln förekommer på torr savann i södra Somalia, Kenya och nordöstra Tanzania. Den behandlas som monotypisk, det vill säga att den inte delas in i några underarter.

## Status
Arten har ett stort utbredningsområde och beståndet anses stabilt. Internationella naturvårdsunionen IUCN listar den därför som livskraftig (LC).

## Namn
Arten kallades tidigare orangestrupig sporrpiplärka, men namnet justerades 2022 av BirdLife Sveriges taxonomikommitté med motiveringen: "Genetiska studier har visat att sporrpiplärkor inte är en monofyletisk grupp, arterna har heller inte någon egentlig sporre." Pangani är namnet på en flod i nordöstra Tanzania.